# Gnaphalium antillanum
Cotonnière des Antilles
 (mai 2022).
La mise en forme du texte ne suit pas les recommandations de Wikipédia : il faut le « wikifier ».
Les points d'amélioration suivants sont les cas les plus fréquents :
- Les titres sont pré-formatés par le logiciel. Ils ne sont ni en capitales, ni en gras.
- Le texte ne doit pas être écrit en capitales (les noms de famille non plus), ni en gras, ni en italique, ni en « petit »…
- Le gras n'est utilisé que pour surligner le titre de l'article dans l'introduction, une seule fois.
- L'italique est rarement utilisé : mots en langue étrangère, titres d'œuvres, noms de bateaux, etc.
- Les citations ne sont pas en italique mais en corps de texte normal. Elles sont entourées par des guillemets français : « et ».
- Les listes à puces sont à éviter, des paragraphes rédigés étant largement préférés. Les tableaux sont à réserver à la présentation de données structurées (résultats, etc.).
- Les appels de note de bas de page (petits chiffres en exposant, introduits par l'outil «  Source ») sont à placer entre la fin de phrase et le point final[comme ça].
- Les liens internes (vers d'autres articles de Wikipédia) sont à choisir avec parcimonie. Créez des liens vers des articles approfondissant le sujet. Les termes génériques sans rapport avec le sujet sont à éviter, ainsi que les répétitions de liens vers un même terme.
- Les liens externes sont à placer uniquement dans une section « Liens externes », à la fin de l'article. Ces liens sont à choisir avec parcimonie suivant les règles définies. Si un lien sert de source à l'article, son insertion dans le texte est à faire par les notes de bas de page.
- La présentation des références doit suivre les conventions bibliographiques. Il est recommandé d'utiliser les modèles {{Ouvrage}}, {{Chapitre}}, {{Article}}, {{Lien web}} et/ou {{Bibliographie}}. Le mode d'édition visuel peut mettre en forme automatiquement les références.
- Insérer une infobox (cadre d'informations à droite) n'est pas obligatoire pour parachever la mise en page.

Pour une aide détaillée, merci de consulter Aide:Wikification.
Si vous pensez que ces points ont été résolus, vous pouvez retirer ce bandeau et améliorer la mise en forme d'un autre article.
Espèce
La Cotonnière des Antilles, ou encore Cotonnière en faux (Gamochaeta antillana (Urb.) Anderb.), est une espèce de plante à fleurs de la famille des Astéracées.

## Caractéristiques

### Description de l'espèce
- Port général : plante annuelle, herbacée, peu élevée, présentant un axe principal dominant et éventuellement quelques ramifications dans le bas de la tige mais pas de rejets stériles[1].
- Appareil végétatif : tige et feuilles présentant une pubescence blanche marquée. feuilles alternes, étalées, étroites, légèrement spatulées, +/- repliées sur elles-mêmes, à marge ondulée, à extrémité en pointe, plus denses dans le haut de la tige.
- Appareil reproducteur : épi de capitules à l'extrémité de la tige[2], fleurs minuscules réunies en capitules, les centrales hermaphrodites, pollinisées par les insectes ou auto-pollinisées, formant des fruits secs (akènes) de très petite taille (< 0,7 mm)[1] dont la dispersion est assurée par gravité[2].

### Espèces proches
- Gamochaeta americana (Mill.) Wedd.

NB : en France continentale, G. americana est peu listée dans les flores (seulement indiquée comme étant "à rechercher" dans la Flore de la France méditerranéenne continentale en 2014, mais a été observé en de nombreuses stations en Aquitaine, notamment dans le triangle des Landes de Gascogne depuis 2018 par le Conservatoire Botanique National Sud-Atlantique.
- Gamochaeta coarctata (Willd.) Kerguélen : à feuille basales mortes persistantes à la floraison (vs. disparues à la floraison chez G. antillana), et à feuilles caulinaires glabres ou faiblement aranéeuses à la face supérieure mais densément tomenteuses à la face inférieure (vs. +/- également poilues sur les deux faces chez G. antillana)[1].

### Taxonomie et classification
L'espèce a été décrite pour la première fois sous le nom de Gnaphalium antillanum en 1915 par Ignatz Urban dans son article "Sertum antillanum II" dans la revue allemande "Repertorium specierum novarum regni vegetabilis" éditée par Friedrich Karl Georg Fedde.
Elle a été décrite à nouveau en 1941 par Ángel Lulio Cabrera sous le nom de Gnaphalium subfalcatum (alors considérée comme une nouvelle espèce), dans son article "Compuestas Bonaerenses" publié dans la "Revista del Museo de la Plata". Cabrera place alors l'espèce au sein de la tribu des Inuleae.
Ce même auteur recombine l'espèce sous le nom de genre Gamochaeta en 1961, en expliquant qu'il suit ainsi le découpage proposé par Weddell en 1856.
Le binome Gnaphalium antillanum a été recombiné en Gamochaeta antillana par Arne A. Anderberg en 1991 dans un article paru dans la série de monographes "Opera botanica", supplément de la revue "Nordic Journal of Botany".
Dans leur Flora Gallica, Tison & de Foucault retiennent le genre Gnaphalium mais précisent que celui-ci serait à démembrer, tout en rejetant le schéma classique Gnaphalium s.s. - Gamochaeta - Omalotheca, et en appelant de leurs vœux une étude phylogénétique.

### Synonymes
Selon Plants of the World Online :
- Gnaphalium antillanum Urb. 1915
- Gnaphalium subfalcatum Cabrera 1941
- Gamochaeta subfalcata (Cabrera) Cabrera 1961

autres synonymes selon Tela Botanica qui rend ici compte des pratiques botaniques aux Antilles françaises :
- Gnaphalium americanum sensu Duss
- Gnaphalium purpureum sensu Duss
- Gamochaeta purpurea sensu Fournet

NB : Antoine Duss et Jacques Pierre Fournet sont des botanistes spécialistes des Antilles françaises,.
autres synonymes selon Flora Gallica :
- Gamochaeta falcata auct.
- Gamochaeta pensylvanica auct.

### Étymologie
Le nom de genre Gnaphalium est construit sur la racine grecque ancienne γναφάλιον (gnaphálion) : "laine, bourre" : allusion au duvet laineux et blanc qui garnit les inflorescences.
L'épithète spécifique antillanum désigne évidemment les Antilles : région d'origine de la plante.

### Noms dans d'autres langues
Selon Tela Botanica, :
- anglais : Narrowleaf purple Everlasting
- créole guadeloupéen : Zèb koton

## Écologie

### Origine et distribution
Plante originaire de la façade atlantique des Amériques : depuis le sud-ouest des États-Unis, jusqu'au nord de l'Argentine.

### Habitat
Sur sols sableux et dérangés, clairières de bruyères et pistes forestières. Rencontré sur la façade atlantique européenne de 0 à 300 m d'altitude. En Europe occidentale, la Cotonière des Antilles participe aux tonsures hygrophiles à hydrophiles des Juncetea bufonii.

### Impact des humains sur les populations sauvages
Espèce introduite en Europe du Sud-Ouest (France, Espagne, Portugal), au Maroc, en Afrique-du-Sud, en Australie et en Nouvelle-Zélande.

## Bases taxinomiques
- (en) JSTOR Plants : Gamochaeta antillana  (consulté le 22 décembre 2021)
- (en) Catalogue of Life : Gamochaeta antillana (Urb.) Anderb. (consulté le 22 décembre 2021)
- (en) GRIN : espèce Gamochaeta antillana (Urb.) Anderb. (consulté le 22 décembre 2021)
- (fr) INPN : Gamochaeta antillana (Urb.) Anderb., 1991 (TAXREF)  (consulté le 22 décembre 2021)
- (en) NCBI : Gamochaeta antillana (taxons inclus) (consulté le 22 décembre 2021)
- (fr) Tela Botanica (France métro) : Gamochaeta antillana
- (fr) Tela Botanica (Antilles) : Gamochaeta antillana
- (en) The Plant List : Gamochaeta antillana (Urb.) Anderb.  (source : Global Compositae Checklist) (consulté le 22 décembre 2021)
- (en) Tropicos : Gamochaeta antillana (Urb.) Anderb.  (+ liste sous-taxons) (consulté le 22 décembre 2021)